# صالح قشلاقي
صالح قشلاقي هي قرية في مقاطعة نمين، إيران. عدد سكان هذه القرية هو 39 في سنة 2006.